# Смирнов, Владислав Вячеславович
Владислав Вячеславович Смирнов (6 декабря 1939, Меленки, Ивановская область — 27 сентября 2014, Ростов-на-Дону) — советский и российский учёный, доктор филологических наук, профессор, публицист, журналист, краевед, автор научных, публицистических и художественных работ.

## Биография
Раннее детство провёл в Ивановской области (г. Тейково, г. Комсомольск), юность — на Северном Кавказе. После окончания средней школы в городе Белореченске (1957) строил сахарные заводы Кубани (1957—1959). Арматурщик 4-го разряда.
После окончания историко-филологического факультета Ростовского университета (1964) работал редактором на Ростовском областном радио (1964—1972). Защитил в МГУ кандидатскую диссертацию «Радиоочерк в системе жанров радиожурналистики» (1978). Доцент, профессор кафедры теории журналистики РГУ (1975—2007). Защитил докторскую диссертацию «Система жанров радиожурналистики: история, теория, особенности функционирования» (2002), профессор кафедры средств массовых коммуникаций Южного федерального университета (с 2009).
Основные направления научной работы: теория радиокоммуникации, психология речевого общения, жанры радиожурналистики и формы вещания, информационные войны в эфире. Один из ведущих специалистов по радиожурналистике в России. По его учебникам и учебным пособиям, выпущенным в Москве, учатся студенты не только России, но и некоторых стран СНГ. Работы опубликованы в Германии и в США.
Член творческого Союза русских художников и Международной федерации художников (искусствоведение) (2011), Союза журналистов России (СССР — с 1968) и Международной Федерации журналистов (2000). Активно занимался практической журналистикой. Обозреватель старейшей газеты Юга России «Приазовский край» (1993—2002).
Автор свыше 2000 научных, публицистических и художественных работ, опубликованных в различных журналах и газетах крупных городов страны.
Сфера его творческих интересов — краеведение. Издал 11 книг по истории Ростова, получивших высокую оценку в прессе. Автор 20 сборников стихов.
Погиб 27 сентября 2014 года в результате ДТП в Ростове-на-Дону. Убийца — Валерий Валентинович Будаев, бывший судья, а на момент совершения ДТП начальник отдела судебной и договорной работы юридического комитета правительства области, находившийся за рулём своего автомобиля «Toyota Highlander» в состоянии алкогольного опьянения. Отпущен по амнистии в связи с 70-летием Победы в Великой Отечественной войне 24 апреля 2015 года.

## Автор книг

### Научная и учебная литература
- «Радиоочерк» / Монография. — Ростов н/Д.: Изд. РГУ. 1984. — 152 с.
- «Практическая журналистика: Информационные жанры радиовещания» / Учебное пособие — Ростов н/Д.: Гефест. 1997. — 104 с.
- «Современная аналитическая журналистика: Жанры радиовещания в контексте массовых коммуникаций. Теория и практика» / Учебное пособие — Ростов н/Д.: ЗАО «Книга» 1999. — 248 с.
- "На донской волне: Очерки истории Ростовского радио. Время. Программы. Люди. 1925—2000./ Монография — Ростов н/Д: Старые русские. 2000. — 208 с.
- «Радиожурналистика» / Учебник. (В соавторстве). Вышло 3 издания. — М. МГУ. 2000.; МГУ — «Просвещение» 2002. ; МГУ — «Наука» 2005. — 478 с. (С грифом Министерства образования РФ).
- "Формы вещания: Функции, типология, структура радиопрограмм / Монография. — М. Аспект-Пресс. 2002. — 202 с. (Книга выиграла Всероссийский конкурс по изданию учебной литературы по журналистике).
- «Жанры радиожурналистики»/ Учебное пособие. (С грифом Министерства образования РФ). — М.: Аспект Пресс. — 2002. — 288 с.
- «Реклама на радио» / Учебное пособие. — М.: РИП-холдинг. 2003. 2004. (два издания) − 128 с.
- «Жанровая система радиожурналистики: История. Теория. Особенности функционирования» / Монография. — Ростов н/Д.: РГУ. 2006. — 478 с. (Книга — лауреат Международного конкурса по изданию литературы по коммуникативистики).
- "Радиожурналистика в современном эфире. / Учебное пособие. — Таганрог: Центр развития личности. 2007. — 166 с.
- Жанровая система радиожурналистики. Монография. Deutschland — Saarbrüchen: LAMBERT Academic Publishing. 2012. — 557s.
- Вещание США: Особенности и опыт становления радиокоммуникации. 1920—1970 годы. Монография. Deutschland — Saarbrüchen: LAMBERT Academic Publishing. 2012. — 94 s.
- Радиореклама в России. История и современность. Монография. Deutschland — Saarbrüchen: LAMBERT Academic Publishing. 2012. — 301 s.
- Опыт и проблемы радиовещания в зеркале специальной литературы. Научно-методический справочник. Deutschland — Saarbrüchen: LAMBERT Academic Publishing. 2012. — 283 s.
- Справочник журналиста. Радиовещание в системе массовых коммуникаций. Научно-методическое издание. Deutschland — Saarbrüchen: LAMBERT Academic Publishing. 2012. — 685 s.
- Радиопрограммирование. Историко-теоретический и практический аспекты. Монография. Deutschland — Saarbrüchen: LAMBERT Academic Publishing. 2012. — 535 s.
- Специфика радиокоммуникации: Особенности воздействия на аудиторию. Монография. Deutschland — Saarbrüchen: LAMBERT Academic Publishing. 2013. — 496 s.
- Практическая журналистика: творческая мастерская в эфире. Учебник Deutschland — Saarbrüchen: LAMBERT Academic Publishing. 2013. — 677 s.
- Актуальные проблемы журналистки. Часть 1. Функционально-типологические аспекты. Deutschland — Saarbrüchen: LAMBERT Academic Publishing. 2013. — 497 s.
- Актуальные проблемы журналистики. Часть 2. Опыт. Проблемы. Тенденции развития Deutschland — Saarbrüchen: LAMBERT Academic Publishing. 2013. — 596 s.

### Краеведение
- Трилогия «Крепость Димитрия Ростовского», «Покровская площадь», «Кировский сквер» — Ростов н/Д: Донской издательский Дом. 2005; 2009; 2011. (вышло три издания) (Газетные очерки, составившие основу этих книг получили диплом на творческом конкурсе к 250-летию Ростова-на-Дону — Ростовское отделение Союза журналистов России — 1999).
- «Ростов под тенью свастики» — Ростов н/Д: 2006, 2007. 192 с. (Вышло два издания) (книга — дипломант конкурса книг о Великой Отечественной войне — Ростов — 2011, по конкурсу электронной библиотеки «Глобус» входит в число лучших книг о войне — 4-5 место).
- «Звезда донских степей: Димитровская крепость» (Подарочное издание). — Ростов н/Д.: Омега Паблишер. 2007. — 224 с.
- Театральная площадь. — Ростов н/Д: Книга, 2008. — 270 с.
- Мир Сергея Королькова. Время. Судьба. Творчество. — Ростов н/Д.: Книга, 2009. — 352 с. (Книга участница конкурса "Лучшая краеведческая книга России — 2010).
- Нахичевань-на-Дону: Этюды старой истории: Время и люди. — Ростов н/Д.: Книга, 2010. — 240 с. (Книга включена в Армянскую электронную энциклопедию).
- Летопись Ростова-на-Дону. Хронологическая энциклопедия города: События и люди, цифры и картины. — Ростов н/Д: Книга, 2012. — 550 с.
- Сергей Корольков. Жизнь и творчество (Подарочное издание). — Ростов н/Д: ГинГо, 2013. — 170 с.

### Поэтические сборники
- «Летящие облака» — Ростов н/Д.: Военный вестник Юга России. 1995. — 80 с. (Книга — дипломант творческого конкурса им. В. Закруткина — Ростовское отделение Союза писателей России — 1998)
- «Вечерняя свеча» — Ростов н/Д.: Институт массовых коммуникаций. 1996. — 80 с. (Книга — дипломант того же конкурса).
- «Блики» — Ростов н/Д.: Гефест. 1997. — 68 с.
- Исповедимые пути. — Ростов н/Д: Гефест. 1998. — 112 с.
- «След звезды» — Ростов н/Д.: Ирбис. 1999 — 80 с.(Книга — дипломант творческого конкурса им. Б. Примерова — Союз писателей Дона — 1999).
- «От мира сего» — Ростов н/Д.: Гефест. 1999. −80 с.
- «Бабочка над морем» — Ростов н/Д.: Книга. — 32 с.
- «Тень голоса» — Таганрог: Нюанс. 2004. — 62 с.
- «Вселенная незабудки» — Таганрог: Нюанс. 2004. — 60 с.
- «Лесные сны». — Таганрог: Нюанс. 2005. — 75 с.
- «Дорогами ветра» — Таганрог: Нюанс. 2005. 72 с.
- «Тропа возвращения. Избранные стихи» — Ростов н/Д.: Книга. 432 с.
- «Полюса любви» — Таганрог: Нюанс. 2010. — 94 с.
- «Золотая дрёма» — Таганрог: Нюанс. 2011. — 104 с.
- «Золотое свечение» — Ростов н/Д: Книга. 2012. 86 с.

## Награды
- Орден в честь 100-летия М. А. Шолохова (2005)
- Медаль в честь 100-летия М. А. Шолохова (2005)
- Заслуженный работник культуры Российской Федерации (16 декабря 2011) — за заслуги в области культуры и многолетнюю плодотворную деятельность[6]
- Государственный знак «Победитель социалистического соревнования 1977 года» (ЦК КПСС, Совет Министров СССР, ВЦСПС и ЦК ВЛКСМ).
- Почетный знак «За заслуги перед профессиональным сообществом» Союз журналистов России (2009)
- Дипломы лауреата нескольких Международных, Всероссийских и региональных литературных и журналистских конкурсов,
- Диплом «Золотое перо Дона» (1996)
- Две Почетные грамоты Министерства высшего образования РФ (1999,2009).
- Три Почётных диплома Союза журналистов России (1997, 1999, 2004)